# Maciej Małyga
Maciej Małyga (Środa Śląska, 11 de maio de 1979) é um clérigo católico romano polonês, bispo auxiliar de Breslávia desde 2022.

## Biogragia
Maciej Małyga foi educado na 12ª Escola Secundária em homenagem a Bolesław, o Bravo, em Breslávia. Nos anos 1998-2004 completou sua formação no Seminário Maior Metropolitano de Wrocław. Foi ordenado sacerdote em 22 de maio de 2004 na Catedral de São João Batista em Wrocław, pelo arcebispo metropolitano Marian Gołębiewski. Nos anos 2006-2012 completou estudos de especialização na Universidade de Freiburgo, obtendo o doutorado em teologia.
Entre 2004-2006, trabalhou como vigário na paróquia de São João Apóstolo e Evangelista em Oleśnica. Após retornar dos estudos, lecionou na Pontifícia Faculdade de Teologia de Breslávia. Ele também serviu como pai espiritual no Seminário Maior de Wrocław. Em 2019 foi nomeado vigário episcopal para a formação permanente dos sacerdotes, diretor da Casa de Formação Permanente dos Sacerdotes de Sulistrowiczki, e também tornou-se membro do conselho sacerdotal, e em 2021 assumiu o cargo de pai espiritual do ano propedêutico na Arquidiocese de Breslávia.
Em 10 de março de 2022, o Papa Francisco nomeou-o bispo auxiliar da Arquidiocese de Breslávia com a sé titular de Ulcinium. Naquele momento, Małyga era o segundo bispo católico romano mais jovem do mundo. Ele foi ordenado bispo em 24 de abril, na Arquicatedral de Breslávia. O consagrador principal foi o Arcebispo Metropolitano de Breslávia, Józef Piotr Kupny, e os co-consagradores foram Jacek Kiciński, bispo auxiliar de Breslávia, e Ignacy Dec, bispo emérito de Świdnica. Ele adotou as palavras Diligenti mundum (Ao Amante do Mundo) como seu lema, em referência a João 3.16.
Assumiu o cargo de vigário-geral na arquidiocese. Na Conferência Episcopal Polonesa, é membro do Conselho para o Ministério da Juventude e Delegado para o Ministério Acadêmico.

## Link externo
- Nota biográfica de Maciej na no site da Conferência Episcopal Polonesa